# Astragalus marinus
Astragalus marinus är en ärtväxtart som beskrevs av Antonina Georgievna Borissova. Astragalus marinus ingår i släktet vedlar, och familjen ärtväxter. Inga underarter finns listade i Catalogue of Life.